# Yitong
Yitong léase Yi-Tóng (en chino:伊通满族自治县, pinyin: Yītōng Mǎnzú Zìzhìxiàn) es un condado autónomo bajo la administración directa de la ciudad prefectura de Siping. Se ubica al suroeste de la provincia de Jilin , noreste de la República Popular China . Su área es de 2523 km² y su población total para 2010 fue +400 mil habitantes. 

## Administración
El distrito de Yitong se divide en 17 pueblos que se administran en 2 subdistritos, 12 poblados y 3 villas.